# Новоалександровка (Колыванский район)
Новоалександровка — деревня в Колыванском районе Новосибирской области. Входит в состав Пономарёвского сельсовета.

## География
Площадь деревни — 13 гектаров.

## Население
| 2002 | 2007 | 2010 |
| ---- | ---- | ---- |
| 4    | →4   | ↘3   |

## Инфраструктура
В деревне по данным на 2007 год отсутствует социальная инфраструктура.